# 蘭多姆山
74°7′S 164°25′E / 74.117°S 164.417°E
蘭多姆山是南極洲的山峰，位於維多利亞地的博克格雷溫克海岸，西面是坎貝爾冰川，東面是廷克冰川和伍德灣，由新西蘭探險隊命名，現時由南極條約體系管理。